# Jedrski letalski pogon
Jedrski letalski pogon (Aircraft Nuclear Propulsion - ANP) je način pogona zrakoplovov s pomočjo jedrske energije - jedrskim reaktorjem. ANP je naslednik programa Nuclear Energy for the Propulsion of Aircraft (NEPA). USAAF je začela s programom NEPA 28. maja 1946.
Leta 1947 so dobili $10 milijonov sredstev.NEPA program je bil aktiven do maja 1951, potem so ga premaknili v  Atomic Energy Commission (AEC)/USAF ANP.
USAF je študirala o dveh različnih konceptih: direktni cikel z zrakom (Direct Air Cycle), ki ga je razvijal General Electric in indirektni cikel z zrakom(Indirect Air Cycle), ki ga je razvijal Pratt & Whitney. Program bi testirali na Convair X-6 (predelan bombnik B-36), vendar so projekt preklicali leta 1961 še preden so zgradili letalo.

## Direktni cikel z zrakom
Ta koncept je podoben konvencionalnem reaktivnemu motorju, le da ni bilo zgorevalne komore. Zrak iz kompresorja bi šel skozi jedro reaktorja, kjer bi se ogrel in potem gnal turbino in poganjal letalo. Namesto kerozina bi uporabljali jedrsko gorivo za energijo.
General Electric je študiral ta program, ker je bolj enostaven, zanesljiv in se lahko zažene bolj hitro. Uporabljali so komponente (kompresor in turbina) iz že obstoječih motorjev.
Aircraft Reactor Experiment (ARE) je bil 2,5 MW termični reaktor. Uporabljal je NaF-ZrF4-UF4 (53-41-6 mol%) kot jedrskio gorivo. Moderator je bil berilijev oksid (BeO). Uporabljal je natrij kot sekundarno hladivo. Največja temperatura je bila  860 °C. Leta 1954 je operiral 1000 ur dolg cikel. Je bil prvi reaktor na tekočo sol. Ker so se potem pojavile medkontinentalne balističe rakete ICBM so projekt opustili. 
Leta 1955 so zgradili uspešni General Electric X-39, ki je imel dva General Electric J47, katerim je toploto dovajal Heat Transfer Reactor Experiment-1 (HTRE-1). Testiranje je trajalo 5004 megavatur. HTRE-2 je potem nasledil HTRE-1 in pozneje je HTRE-3 nadomestil HTRE-2.

## Indirektni cikel z zrakom
Ta cikel uporablja izmenjevanje toplote izven jedra reaktorja. Zrak iz kompresorja bi vodili v izmenjevalnik toplote. Jedro reaktorja bi segrelo presurizirano vodo ali tekočo kovino in jo vodila v izmenjevalnik toplote. Ta tekočina bi potem grela zrak, ki bi poganjal turbino in proizvajal potisk.
Ta koncept je imel manjšo radioaktivno sevanje na okolico. Vendar je bil ta sistem bolj zapleten in niso prišli niti blizu delujočemu letečemu primerku.